# Cao nguyên Bắc Hà
Cao nguyên Bắc Hà là một cao nguyên nằm trên địa bàn hai tỉnh Lào Cai và Hà Giang, trải rộng trên phần lớn diện tích các huyện Bắc Hà, Si Ma Cai, Xín Mần, Hoàng Su Phì.

## Đặc điểm
Cao nguyên có độ cao trung bình 1.000 m, điểm cao nhất tại núi Kiều Liêu Ti ở độ cao 2.402 m, đây là cao nguyên đá vôi, nơi trồng trọt các loại cây ăn quả mà nổi tiếng nhất là loại mận Bắc Hà.

## Vị trí
Phía tây và phía bắc là sông Chảy, phía đông là sông Lô, địa hình thấp dần về phía nam ở các huyện Bảo Yên (Lào Cai) và Bắc Quang (Hà Giang).